# Masters de Cincinnati 1992
El Abierto de Cincinnati 1992 (también conocido como Thriftway ATP Championships por razones de patrocinio) fue un torneo de tenis jugado sobre pista dura. Fue la edición número 91 de este torneo. El torneo masculino formó parte de los Super 9 en la ATP. Se celebró entre el 10 de agosto y el 17 de agosto de 1992.

## Campeones

### Individuales masculinos
Pete Sampras vence a  Ivan Lendl, 6–3, 3–6, 6–3.

### Dobles masculinos
Todd Woodbridge /  Mark Woodforde vencen a  Patrick McEnroe /  Jonathan Stark, 6–3, 1–6, 6–3.
| Predecesor: Cincinnati 1991 | Masters de Cincinnati 1992 | Sucesor: Cincinnati 1993 |